# Kanton Vannes-1
Vannes-1 is een kanton van het Franse departement Morbihan. Het kanton maakt deel uit van het arrondissement Vannes.
Het kanton werd op 22 maart 2015 gevormd, ingevolge het decreet van 21 februari 2014, en omvat uitsluitend een centraal deel van de gemeente Vannes.